# Пиржолтень
Пиржолтень (рум. Pîrjolteni) — село у Калараському районі Молдови. Утворює окрему комуну.

## Населення
За даними перепису населення 2004 року у селі проживали 1786 осіб.
Національний склад населення села:
| Національність       | Кількість осіб | Відсоток   |
| -------------------- | -------------- | ---------- |
| молдавани румуни     | 1773 3         | 99,3% 0,2% |
| українці             | 7              | 0,4%       |
| росіяни              | 1              | 0,1%       |
| інша / без відповіді | 2              | 0,1%       |
| Всього               | 1786           | 100%       |

## Видатні уродженці
- Йон Кіку — прем'єр-міністр Молдови.
- Йон Стурза — прем'єр-міністр Молдови у 1999 році.